# Curriea interstitialis
Curriea interstitialis är en stekelart som beskrevs av Brandt 2000. Curriea interstitialis ingår i släktet Curriea och familjen bracksteklar. Inga underarter finns listade i Catalogue of Life.